# Giuseppe Recco
Giuseppe Recco (Napoli, 1634 – Alicante, 29 maggio 1695) è stato un pittore italiano, specializzato nella natura morta e attivo principalmente in Spagna e a Napoli nel periodo del barocco.

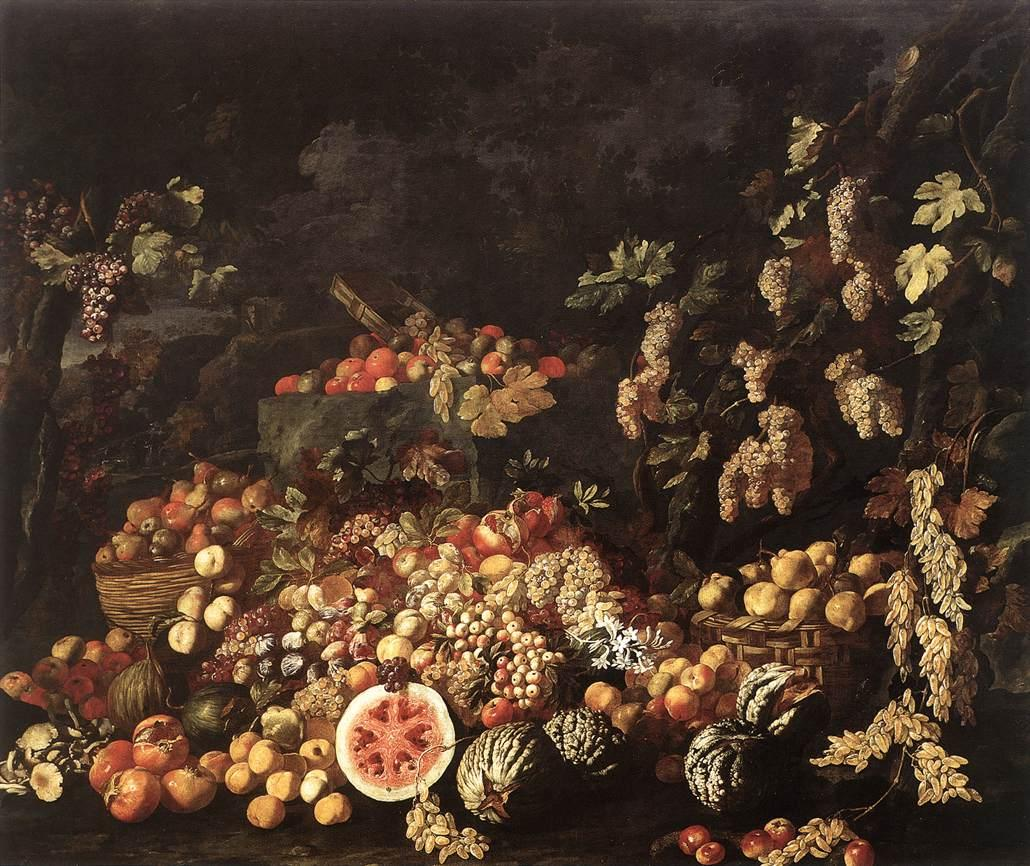
Natura morta con frutta e fiori (1670 circa) - Museo nazionale di Capodimonte, Napoli

Nato a Napoli da una famiglia di pittori, ha probabilmente appreso l'arte dal padre Giacomo e dallo zio Giovan Battista, per poi perfezionarsi nella tecnica della natura morta con il maestro Paolo Porpora.
I suoi figli, Niccolò ed Elena, furono anch'essi pittori. Gran parte della sua produzione è stata dipinta in Spagna, dove le sue opere divennero particolarmente popolari.
Il suo stile viene spesso accostato a quello di un altro maestro napoletano della natura morta, anch'egli allievo del Porpora: Giovan Battista Ruoppolo.
Giuseppe Recco morì ad Alicante, in Spagna nel 1695.

## Opere
- Natura Morta di frutta e fiori con vasellame, anni '50-'60 del XVII secolo, olio su tela, 84,5 x 73,5 cm, Collezione privata